# حر (طائر)
يُعدّ الحُرّ (الجمع: حِرَار) أو الصقر الوكري[بحاجة لمصدر] (الاسم العلمي: Falco biarmicus) (بالإنجليزية: Lanner Falcon) هو الثالث بعد صقر الغزال والشاهين يستخدمه العرب في الصيد ورحلات القنص في أيامنا هذه ولكنه ليس بذات أهمية عند الصقّار كأهمية صقر الغزال والشاهين، والحر كثيرًا ما يستخدمه في بداية تعلمه لفن هواية الصيد بالصقور ولكن هناك أشخاص لم يستخدموا الحر وهؤلاء من يمتلكون القدرة المادية التي تؤهلهم لشراء الأفضل.
يطلق الحر على الصقور المتوسطة الحجم والتي عادةً ما تتصف بالرأس الأحمر واللون الداكن والأصابع النحيفة والكفوف الصغيرة.

## أنواعه
1. الحر الأزرق اللون: وهو النوع الشائع من نوعية الحِرار ويتفق معظم الصقاريين على تسميته، ويتميّز هذا النوع بلون ظهره البني الداكنٍ ورأسه الفاتح اللون، هذا إذا كانٍ فرخاً، أما إذا كان الحر قرناساً فيكون لونه أزرق مختلط باللون البني قليلاً ويكون مشابهاً للون الشاهين القرناس ومع مرور الوقت يتحول لون رأسه إلى اللون الأحمر، والحر الأزرق اللون له عدّة سلالات تختلف باختلاف مناطق عيشها ولونها، فأحياناً يكون لون إحدى السلالات داكناً كثيراً سواء أكان فرخاً أو قرناساَ ويعيش في مناطق إفريقيا، وأحياناً يكون لونه أكثر احمراراً وصدره مرقطاً في بعض مناطق العراق ومصر والجزيرة العربية وهناك سلالة تعيش في المغرب وتونس وموريتانيا يكون لونها أفتح من المذكور سابقاً ويكون لون الرأس أحمر صافياً وغير مرقط، ويلاحظ أن الحر الذي يعيش في إيطاليا وجزيرة صقلية وأرمينيا يكون لونه أزرقًا غامقًا.
2. الحر البني اللون: ينتشر هذا النوع في أفغانستان والهند وبورما، ويكون لون ظهره بني فاتح ويكون صدره أبيض، أما رأسه فيكون لونه أحمر مائلاً للصفرة، هذا بالنسبة للحر البالغ (القرناس). ويكون حجمه مقاربًا للحر الأزرق اللون.

## تكاثره
يبيض 5-13 بيضة سنويًّا.

## غذاءه
يتغذى الصقر على بعض الطرائد مثل الحمام والجرابيع الحباريو الحبرو والديك الرومي واي طريده يستطيع الإمساك بها ولا يأكل الا لحم طازج ويتعبر من الطيور كريمة النفس لانها لا تاكل أي شيء ميت

## مناطق الأنتشار
تنتشر الحرار في أفريقيا وتحديدا السودان والجزائر والمغرب وفي الجزيرة العربية وفي العراق وباكستان وأفضلها بدون منافس الحر السوداني من حيث حجمه وصلابة عضامه وقدرته على الصبر وتحمل الجوع في رحلات المقناص.

## معرض صور

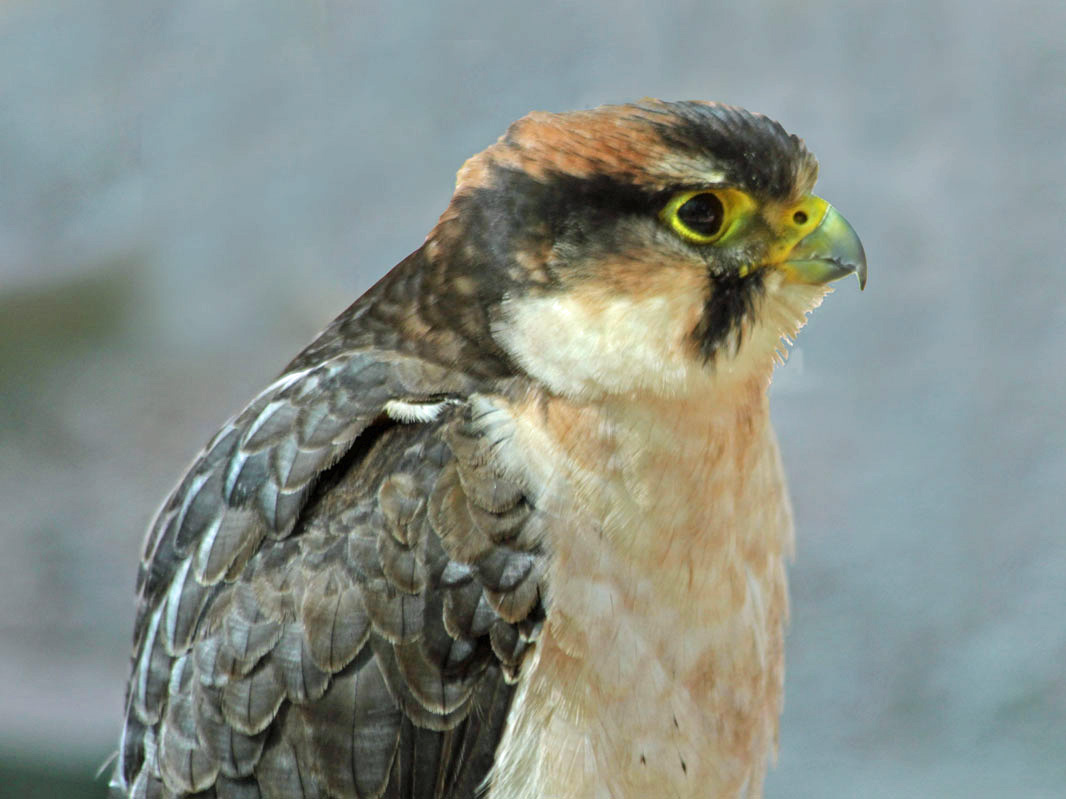
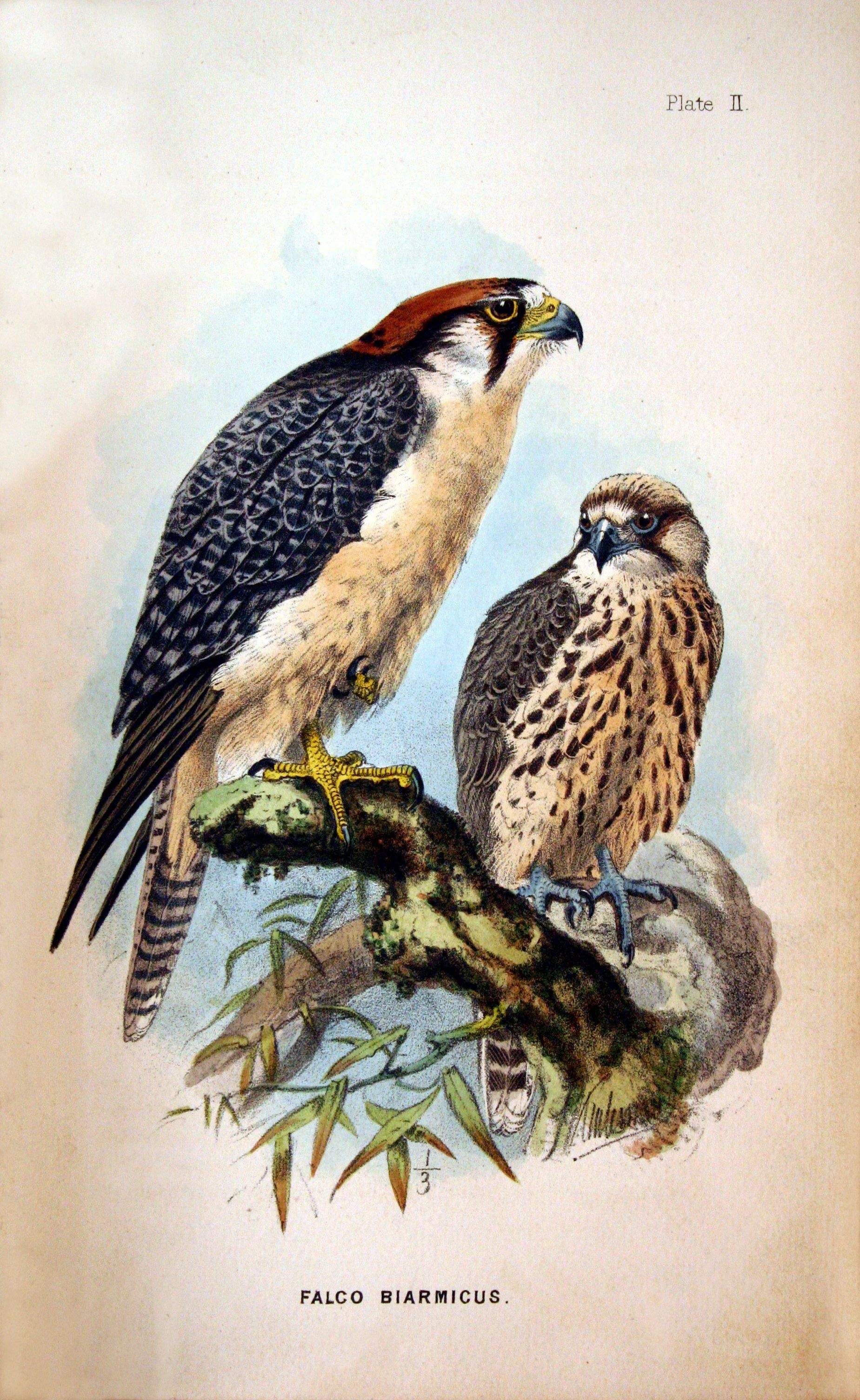
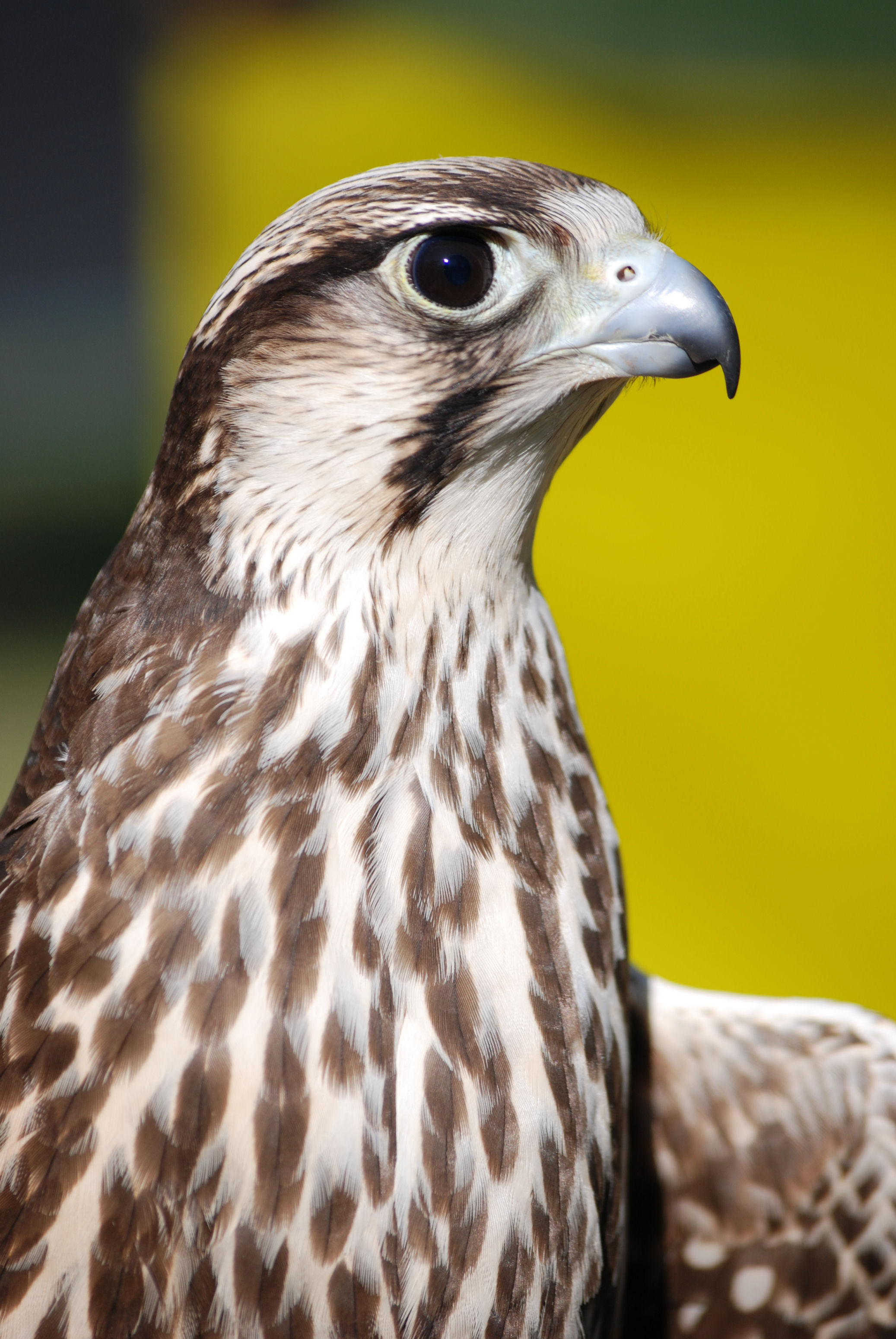
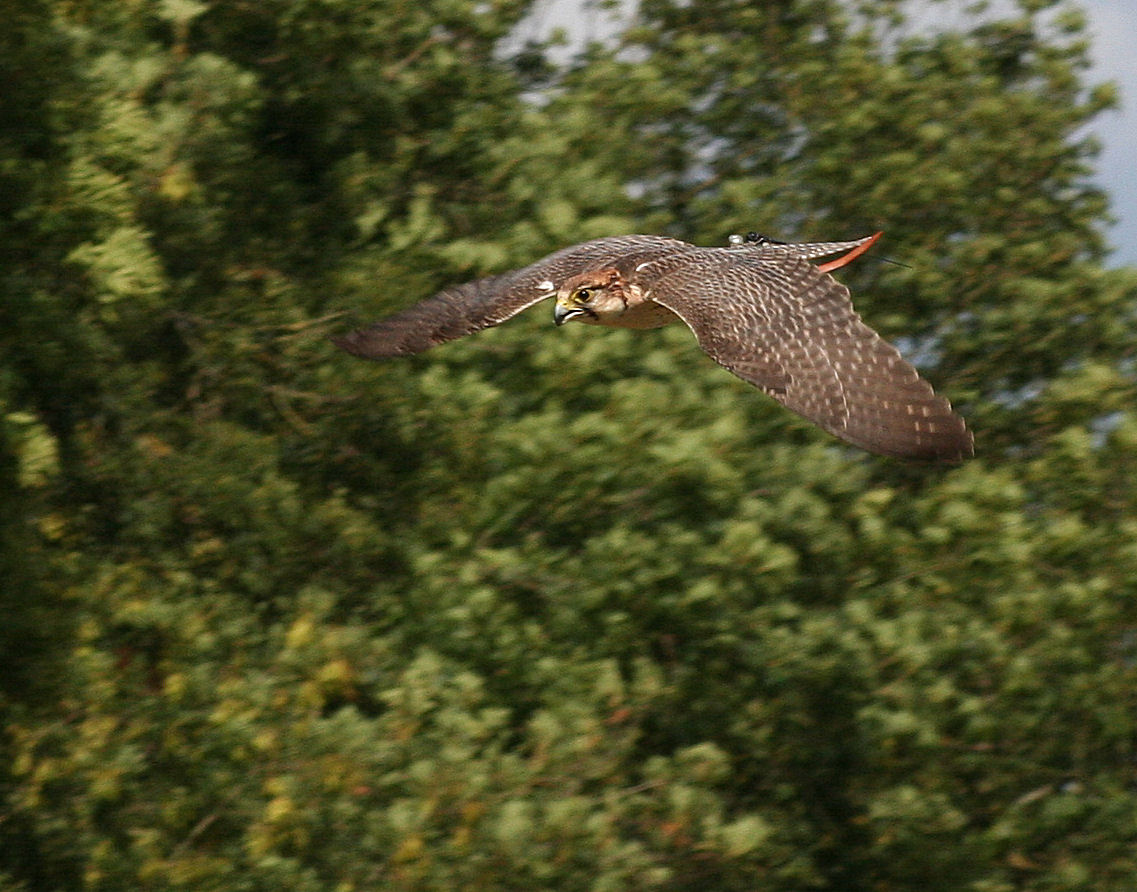
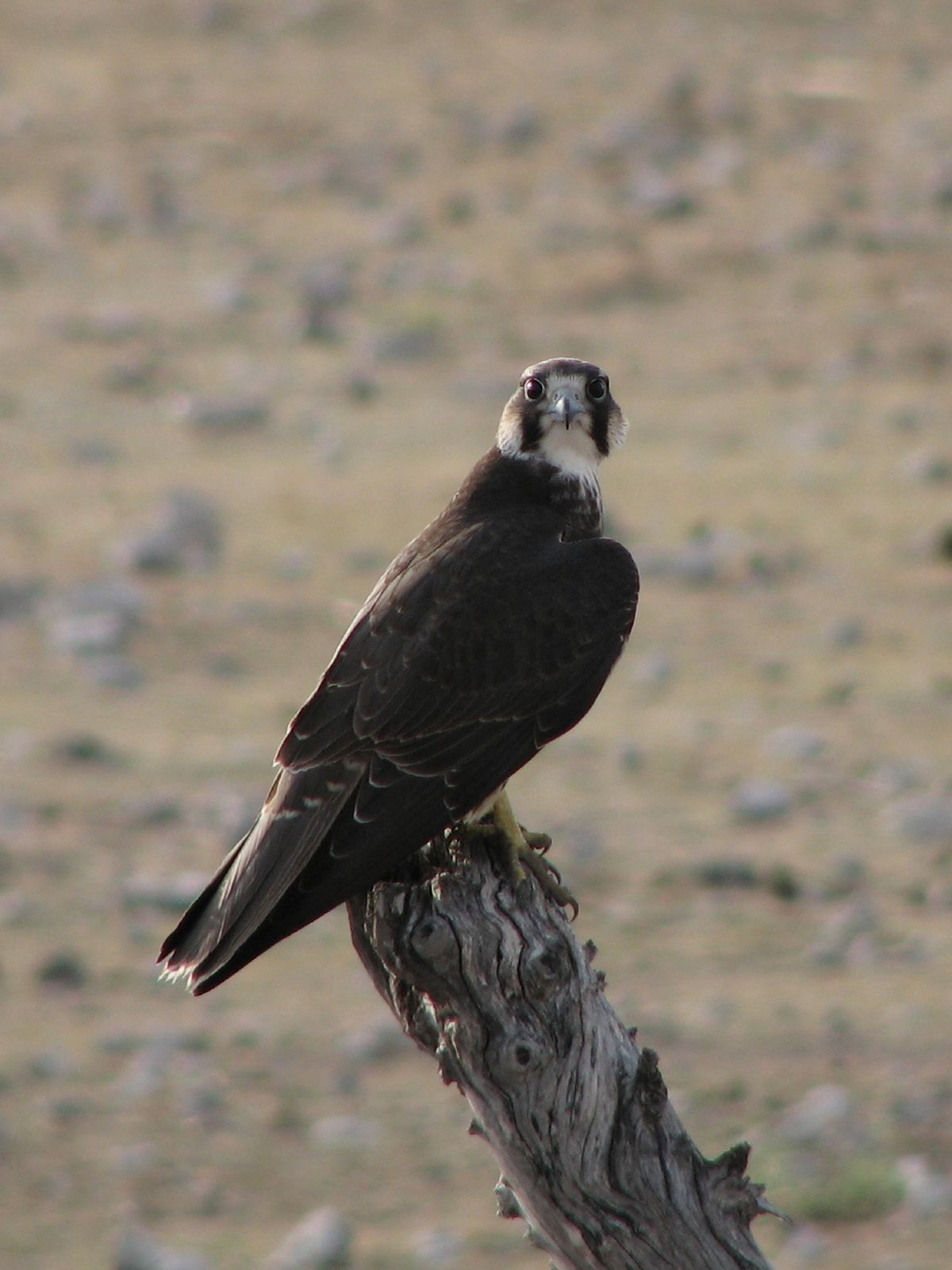
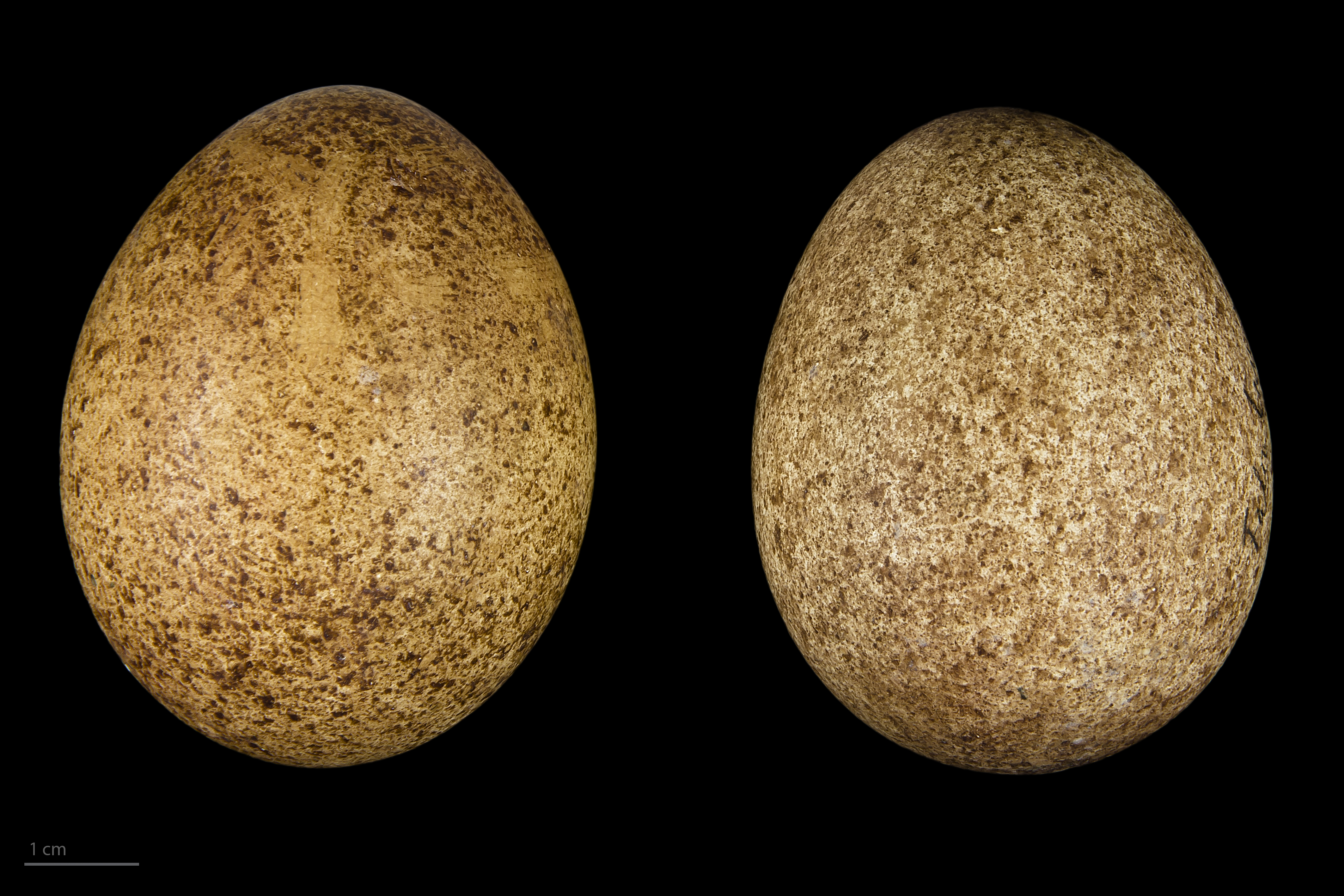
Museum specimen - ssp. feldeggii
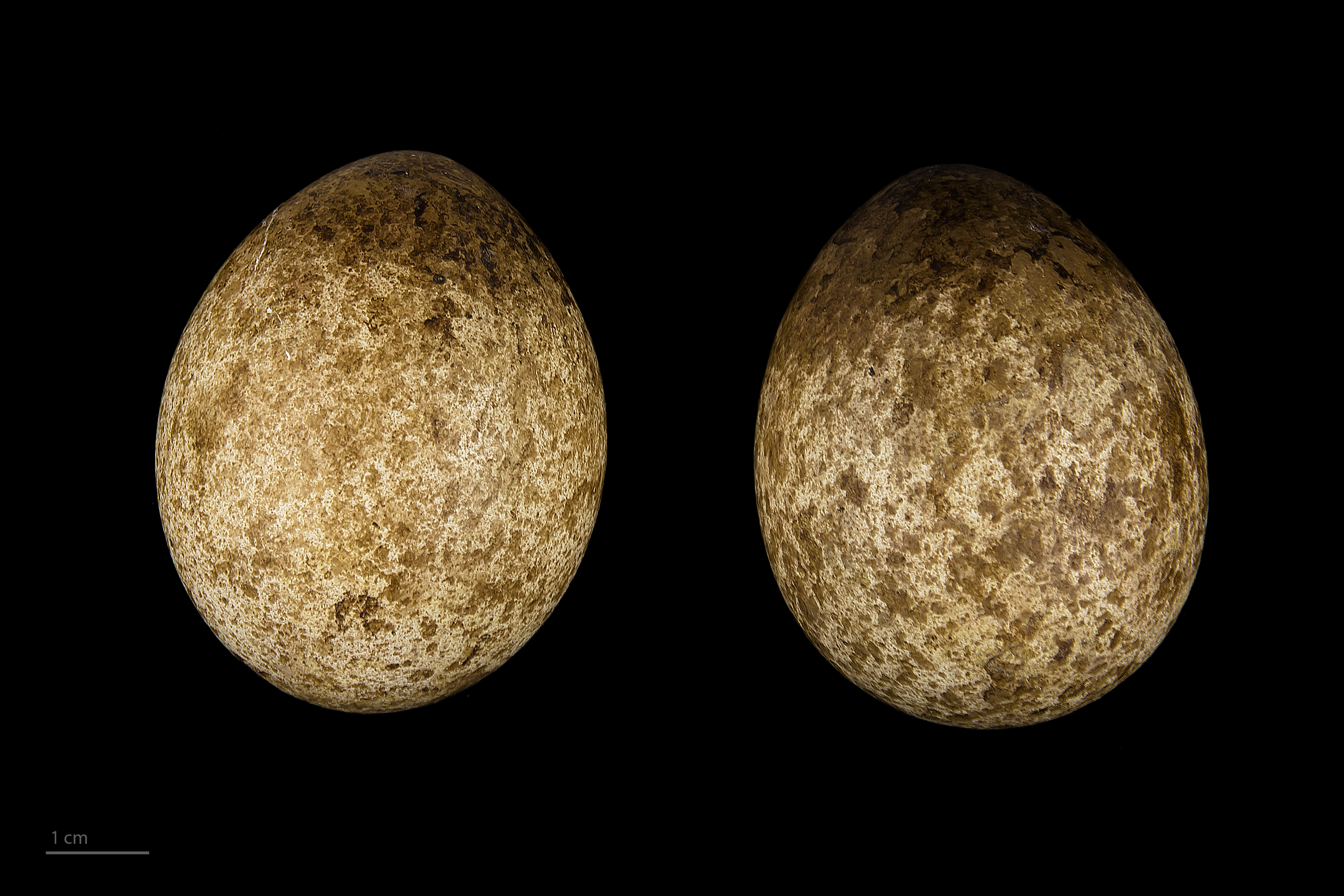
Museum specimen - ssp. erlangeri